# فرقه عدالت
فرقهٔ اشتراکیون ایران- عدالت یا حزب عدالت حزبی مارکسیست لنینیست بود که در خرداد ۱۲۹۶ در محله کارگری صابونچی در حومه باکو تاسیس شد.
اعضای کمیته مرکزی حزب، اسدالله غفارزاده، نعمت بصیر،بهرام آقایف، ، داداش بنیادزاده سلام الله جاوید وجعفر جوادزاده ( پیشه‌وری)، محمد قلی علیخانوف بودند. رهبر کمیته مرکزی حزب عدالت اسدالله غفارزاده بود. اعضای حزب را ۶۰٪ کارگر، ۲۰٪ کارمند، ۱۷٪ پیشه‌ور و ۳٪ روشنفکر تشکیل می‌دادند.
همه ی بنیان گذاران فرقه عدالت را مهاجرین ایرانی مقیم باکو تشکیل می دادند. عموم آن ها برای کار به قفقاز مهاجرت کرده بودند.به رهبری اسداله غفارزاده، خود را گروه عدالت نامیدند.
پس از انقلاب فوریه در روسیه و سقوط حکومت تزاری و تشکیل حکومت به ریاست کرنسکی انقلابیون ایرانی مقیم روسیه امکان یافتند که فعالیت سیاسی خود را علنی کنند، متشکل تر سازند و مراکز رهبری خویش را برپا نمایند. ژوئن ۱۹۱۷/ خرداد ۱۲۹۶خ. "حزب اشتراکیون ایران، «عدالت» "رسماً شروع بکار کرد و مرامنامه خود را به دو زبان آذربایجانی (مفصل) و فارسی (مختصر) در باکو چاپ و منتشر کرد. واقعیات و اسناد تاریخی نشان می‌دهد که، این جنبش و حزب در متن واقعیات اجتماعی- اقتصادی کشور، براساس ضروریات رشد تاریخی آن رشد پیدا کرده و شکل گرفته است. ارگان فرقه عدالت دو نشریه حریت و بیرق عدالت بود.
حزب «عدالت» همیشه با انقلابیون در ایران در تماس بوده و اعضای آن از ایران به باکو و از باکو به ایران رفت‌وآمد کرده‌اند. در ماه مه ۱۹۱۸ (اردیبهشت ۱۲۹۷) حزب ۱۸ نفر را به رهبری صدر خود، اسداله غفارزاده، برای برقراری ارتباط با میرزا کوچک خان اعزام می‌دارد که فقط ۳ نفراز آن‌ها به ایران می‌رسند، ولی آن‌ها هم موفق به ملاقات با کوچک خان نمی‌شوند اسداله غفارزاده در شهر رشت ترور شد و پس از آن در مریضخانه ی نظمیه رشت به قتل رسید..
با اوج جنبش‌های گیلان، آذربایجان و خراسان، که پس از پیروزی انقلاب اکتبر اوج گرفتند، مقدمات تشکیل حزب کمونیست ایران فراهم می‌شود.
بزرگترین تشکیلات ایالتی این حزب در فاصله فوریه۱۹۱۹ تا آوریل ۱۹۲۰ توسط آوتیس سلطان زاده، محمد قلی علیخانوف، محمد فتح الله زاده و  علی اکبر محمد زاده در ترکستان ایجاد گردید. در آوریل ۱۹۲۰ اولین کنفرانس ایالتی فرقه عدالت در ترکستان برپا و به همت سلطان زاده ارتش سرخ ایرانیان در تاشکند و چند شهر دیگر آن منطقه ایجاد شد.
حزب در سال ۱۹۱۸ و ۱۹۱۹  گروه هائی را به خراسان و آذربایجان اعزام می‌دارد، تا با سازمان‌های موجود و پراکنده در ایران تماس بگیرند. اواخر سال ۱۹۱۹ (آذر۱۲۹۷) هسته های حزبی در شهرهای زیر فعالیت می‌کرده‌اند:
تبریز، تهران، رشت، قزوین، زنجان، مشهد، مازندران، مرند، خوی، اردبیل و خلخال. در شرایط دشوار زیرزمینی، اوائل سال ۱۹۲۰ مقدمات تشکیل حزب کمونیست ایران فراهم می‌شود.
با تدارک مقدماتی که در استان گیلان دیده شده بود، اوائل ژوئن ۱۹۲۰ (آخر خرداد - اوایل تیرماه ۱۲۹۹)  دو گروه از کوشندگان حزب از باکو با کشتی به انزلی آمدند و  اولین کنگره فرقه عدالت را تحت عنوان اولین کنگره فرقه کمونیست ایران»  را در ۲۲ تا ۲۵ ژوئن ۱۹۲۰ در شهر انزلی برگذار کردند.